# Prittitz
Prittitz – dzielnica miasta Teuchern w Niemczech, w kraju związkowym Saksonia-Anhalt, w powiecie Burgenland.
Do 31 grudnia 2010 jako gmina należała do wspólnoty administracyjnej Vier Berge-Teucherner Land.